# Caponago
Caponago là một đô thị ở tỉnh Monza và Brianza thuộc vùng Lombardia của Italia, khoảng 20 km về phía đông bắc củathành phố tỉnh lỵ Milano. Đến thời điểm 31 tháng 12 năm 2004, dân số đô thị này là 4.917 người, diện tích là 5,0 km².
Caponago giáp các đô thị: Agrate Brianza, Cambiago, Pessano con Bornago, Carugate.